# Tramvajová doprava ve Strausbergu

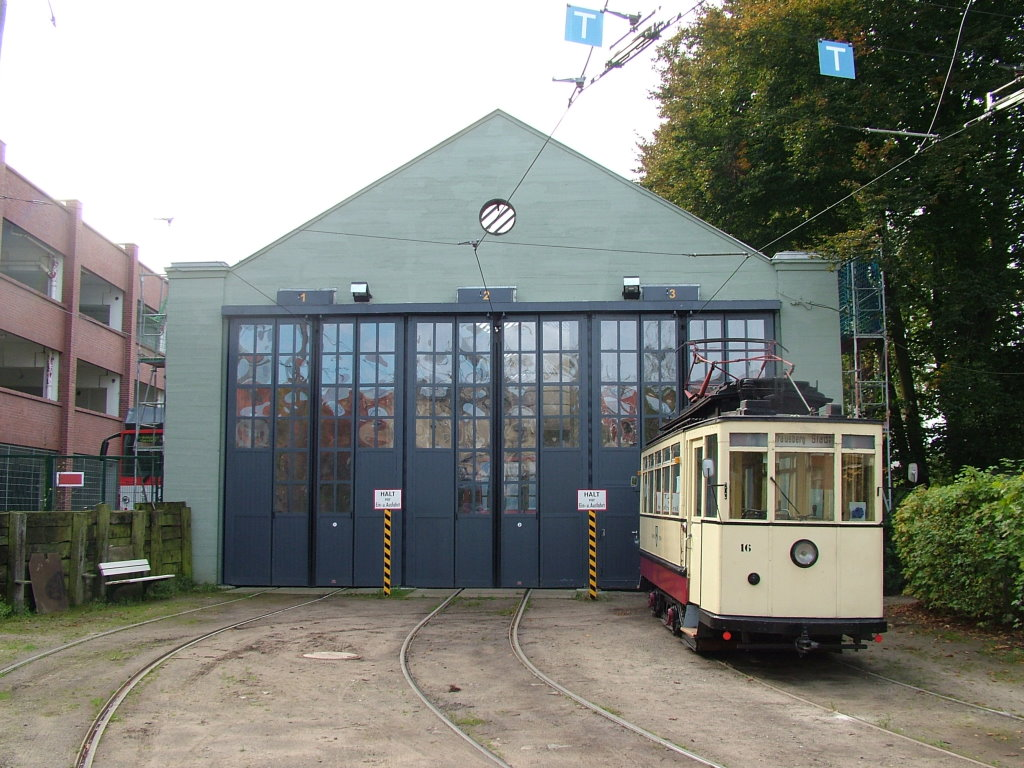
Historický vůz před vozovnou ve Strausbergu

V německém městě Strausberg, které leží poblíž Berlína, je od roku 1921 v provozu tramvajová doprava. V současnosti jezdí na jediné lince o délce 6,2 km šest tramvajových vozů.
Mezi lety 1893 a 1921 jezdily na této trati železniční vozy. Šlo tedy o místní dráhu, která byla později přestavěna pro tramvajový provoz (obdobně jako v Česku např. místní dráha Černovice – Líšeň u Brna nebo trať Svinov – Kyjovice-Budišovice u Ostravy).

## Historie

### Strausberská železnice
Protože se železnice Strausbergu vyhnula a protože omnibusy kapacitně nestačily, bylo rozhodnuto spojit město s nádražím normálněrozchodnou lokální železnicí. V roce 1893 byla založena společnost Strausberger Kleinbahn. Ta brzy získala povolení pro přepravu osob i nákladu, proto se zanedlouho přistoupilo ke stavbě jednokolejné dráhy s výhybnami. Výstavba pokračovala rychle a již 17. srpna téhož roku byl zahájen parní provoz na místní dráze dlouhé 6,2 km. Trať vycházela od nádraží železnice Berlín – Kostřín, kde byla umístěna stanice Strausberg Vorstadt (nyní zastávka Langhaus). Až po Hegermühle využívají původní trať tramvaje dodnes. U Hegermühle se železnice odpojila od dnešní trasy a pokračovala přes les na jižní okraj města, kde se nacházela druhá konečná, Strausberg Stadt.

### Vznik tramvajového provozu
K přelomu došlo v roce 1919, kdy bylo rozhodnuto celou dráhu elektrifikovat. A protože se na jihozápadním okraji města stavěla nová čtvrť, měla být trať přeložena do nové trasy. Zároveň mělo dojít ke změně charakteru tratě ze železniční na tramvajovou, oficiálně však šlo nadále o železnici. Společnost se přejmenovala na Strausberger Eisenbahn a brzy začala stavba nového úseku. Práce na přeložce byly ukončeny v roce 1921, kdy byla 18. března osobní doprava přeložena na nový úsek. Ten vycházel se staré tratě u Hegermühle, vedl podél Berliner Strasse a končil v zastávce Lustgarten, poblíž původní konečné. Úsek od Hegermühle přes les k Lustgarten využívala od té doby pouze nákladní doprava.
Osobní dopravu zajišťovaly 3 motorové a 4 vlečné vozy. Nákladní provoz využíval elektrickou lokomotivu a různé nákladní vagóny.

### Provoz až do současnosti

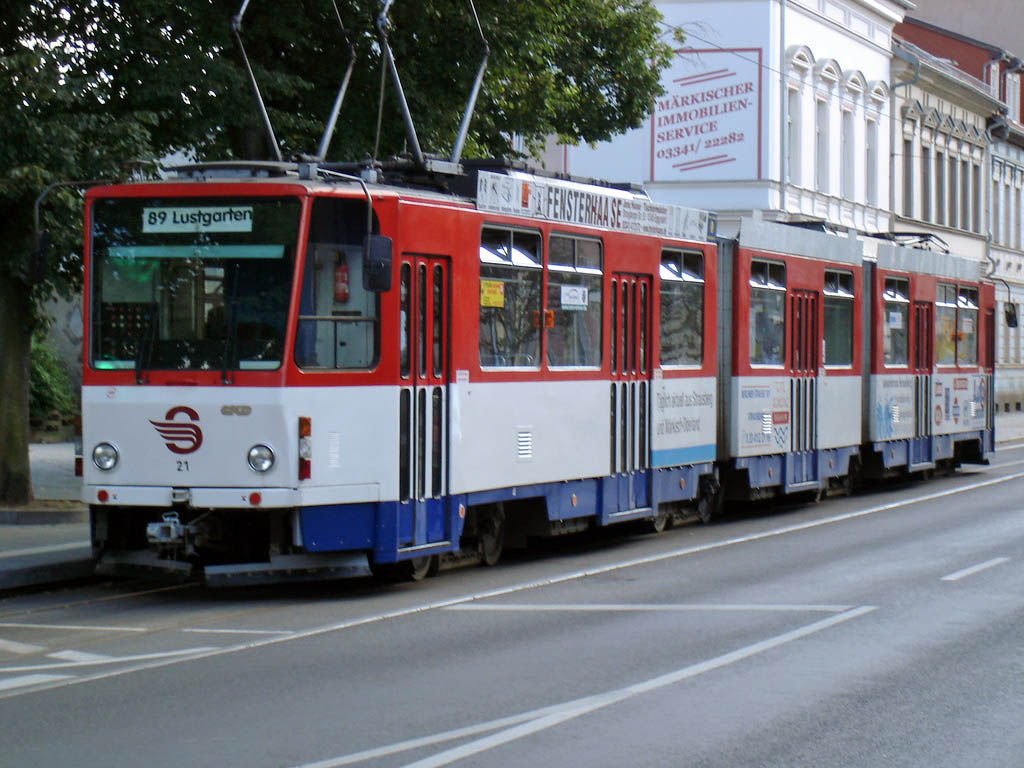
Tramvaj KT8D5 ve Strausbergu

První (a jediné) prodloužení v historii strausberských tramvají nastalo v roce 1926. Nejprve byl otevřen úsek Lustgarten – Marktplatz, o týden později mohly tramvaje jezdit z Marktplatzu až na Wriezener Strasse. Celé prodloužení mělo délku 2,1 km. Zároveň byly zakoupeny nové tramvaje – 1 motorový a 2 vlečné vozy.
Po druhé světové válce byla železnice z Berlína do Strausbergu elektrifikována a objevily se na ní první soupravy S-Bahn. V roce 1956 byla dokonce postavena odbočka S-Bahn do stanice Strausberg Nord. Protože se však mezilehlá stanice Strausberg Stadt nachází poblíž tramvajové zastávky Lustgarten, začali ubývat strausberským tramvajím cestující. I přesto se přepravní výkony udržely na slušné úrovni. V roce 1970 ale byl zrušen úsek Lustgarten – Wriezener Strasse postavený v roce 1926. Tramvaje byly tehdy nahrazeny autobusy. Na zbytku tratě zůstal provoz beze změn až do dnešních dnů, kdy jezdí strausberské tramvaje jako linka 89 v rámci Verkehrsverbundes Berlin-Brandenburg (sdružení obdobné českým integrovaným dopravním systémům). Pouze nákladní doprava byla v 90. letech výrazně utlumena a posléze zastavena a původní úsek mezi Hegermühle a Lustgarten přes les, využívaný pouze nákladními vlaky, byl v roce 2005 zrušen. V souvislosti s tímto krokem byla změněna koncese a z dráhy železniční se i oficiálně stala dráha tramvajová.
Vozový park byl několikrát obnoven ojetými vozy z ostatních německých měst. V roce 1981 byly z Berlína zakoupeny přebytečné tramvaje typu Reko. Výrazná změna ve vozovém parku nastala v roce 1995, kdy byly z Košic odkoupeny tři tramvaje Tatra KT8D5. Postupně byly vozy Reko vyřazovány, doposud je v provozu jediný. V roce 2003 byl zakoupen prototyp obousměrného vozu Tatra T6C5, který se hodí především pro noční a víkendový provoz. Roku 2013 byly do Strausbergu dodány dva kloubové nízkopodlažní vozy Bombardier Flexity Berlin.

### Konec vozů KT8D5
V roce 2014 došlo k odstavení vozu KT8D5 ev. č. 22, který byl následně naložen na kamion a odvezen do Prahy. Zde byla zahájena jeho modernizace na typ KT8D5R.N2S spojená s vložením nového nízkopodlažního středního článku, po jejímž dokončení byl vrácen do Strausbergu, kde slouží jako provozní záloha nízkopodlažních tramvají Bombardier Flexity.
Dne 27. září 2014 proběhla soukromá jízda jízdy pořádaná jako rozloučení se zbylými dvěma vozy KT8D5 (č. 21 a 23). Obě tramvaje byly následně vyřazeny a odprodány do Prahy, kde podstoupily modernizaci na typ KT8D5R.N2P a v roce 2016 byly zařazeny do vozového parku pražského dopravního podniku s čísly 9056 (ex Strausberg 23) a 9098 (ex Strausberg 21).